# Hammada du Guir
Hammada du Guir är en platå i Algeriet.   Den ligger i provinsen Béchar, i den västra delen av landet, 900 km sydväst om huvudstaden Alger.